# Magnus Jøndal
Magnus Jøndal (Lørenskog, 1988. február 7. –) norvég válogatott kézilabdázó.

## Pályafutása

### Klubcsapatokban
Magnus Jøndal a Tomter csapatában kezdte pályafutását, onnan került a Follo akadémiájára. 2006-ban mutatkozott be a felnőtt csapatban, mindössze 16 éves korában. Hazájában korosztályának legnagyobb tehetségének tartották a szakemberek. 2016 nyarán szerződött a dán első osztályú GOG Håndboldhoz, ahol két szezont töltött el. 2018-ban a német Flensburg-Handewitt játékosa lett. 2021-ben befejezte játékos pályafutását.

### A válogatottban
A norvég válogatottban 2009-ben mutatkozott be, októberbe részt vett a Grundfos-kupán. Első felnőtt világversenye a 2012-es Európa-bajnokság volt. Tagja volt a 2017-ben világbajnoki ezüstérmes csapatnak is.  

## Magánélet
Édesapja, Arild Jøndal profi labdarúgó volt.